# Louis Harant
Louis Joseph Harant (* 20. November 1895 in Baltimore; † 2. Juli 1986 in Vero Beach) war ein US-amerikanischer Sportschütze.

## Karriere
Louis Harant nahm an den Olympischen Spielen 1920 in Antwerpen teil. Mit dem Armeerevolver über 30 m verpasste er in der Einzelkonkurrenz eine vordere Platzierung, mit der Mannschaft war er dagegen weitaus erfolgreicher. Die US-amerikanische Mannschaft, die ohne den im Einzel über diese Distanz auf dem zweiten Rang platzierten Raymond Bracken antrat, gewann den Wettbewerb mit 1310 Punkten, also einem deutlichen Vorsprung vor den mit 1285 Punkten zweitplatzierten Griechen. Harant erhielt gemeinsam mit Karl Frederick, Michael Kelly, Alfred Lane und James Snook die Goldmedaille.
Im Jahr 1920 war Harant First Lieutenant beim 23rd Infantry Regiment in Washington, D.C. Während des Ersten Weltkriegs war er in Frankreich stationiert. Darüber hinaus diente er auf den Philippinen und nahm sowohl am Zweiten Weltkrieg als auch am Koreakrieg teil. Harant schied im Range eines Lieutenant Colonels aus dem aktiven Dienst aus. Er ist auf dem Nationalfriedhof Arlington begraben.